# 長蛇座χ
長蛇座χ，又名CD-26 8338，HD 96202、SAO 179514、HR 4314，是長蛇座的一颗恒星，视星等为4.94，位于銀經275.69，銀緯29.91，其B1900.0坐标为赤經11h 0m 30.7s，赤緯-26° 29.91′ 14″。